# خرده‌فروشی برق
خرده‌فروشی برق (انگلیسی: Electricity retailing) به مرحله نهایی فروش برق به مشتری نهایی و مصرف‌کننده آن اطلاق می‌گردد، که چهارمین مرحله از فرایند تولید الکتریسیته، انتقال انرژی الکتریکی و توزیع انرژی الکتریکی بشمار می‌آید. خرده‌فروشی برق و الکتریسیته از اواخر قرن ۱۹ میلادی آغاز شد.